# Elmer Ewert
Elmer Ewert, född 19 september 1934, är en kanadensisk bågskytt. Han deltog vid olympiska sommarspelen 1972.